# Фер, Лерой
Йо́хан Леро́й Фер (нидерл. Johan Leroy Fer; род. 5 января 1990, Зутермер, Южная Голландия) — нидерландский футболист, полузащитник клуба «Ан-Наср» (Дубай).
Выступал за сборную Нидерландов, бронзовый призёр чемпионата мира 2014 года.

## Карьера

### Клубная
Лерой начал свою карьеру в детской школе клуба ДВО из родного города Зутермер. Фер остался в ДВО до девяти лет, когда принял приглашение присоединиться к молодёжной академии «Фейеноорда».
Впервые Фер появился в основной команде «Фейеноорда» в сезоне 2007/08. 2 декабря Лерой дебютировал в чемпионате Нидерландов под руководством Берта ван Марвейка. В возрасте 17 лет Лерой на 84-й минуте заменил Нури Шахина в матче против «Хераклеса» (6:0). Четыре дня спустя, 6 декабря 2007 года Лерой подписал свой первый профессиональный контракт с «Фейеноордом» до лета 2012 года. Фер в своём первом сезоне отыграл 13 матчей в Эредивизи, в основном выходя на замены. Впервые в основе Лерой вышел в матче против амстердамского «Аякса» 3 февраля 2008 года (3:0). Далее он выходил в стартовом составе на протяжении четырёх матчей подряд. 30 марта Фер забил свой первый гол в Эредивизи, в выездном матче команде НАК Бреда.
В сезоне 2008/09, Фер постепенно стал игроком основного состава. Новый главный тренер «Фейеноорда» стал Гертьян Вербек. Лерой при новом главном тренере стал играть центрального атакующего полузащитника, занимая позицию под Ройем Макаем. 18 сентября 2008 года Лерой Фер, дебютировал на европейской арене, в Кубке УЕФА против шведской команды «Кальмар». «Фейеноорд» проиграл тот матч 0:1, но в ответном матче в Швеции, забил победный гол (2:1), обеспечив «Фейеноорду» участие в групповой стадии турнира.
В сезоне 2009/10, Фер стал ключевой фигурой команды. Лерой вернулся на свою прежнюю позицию опорного полузащитника. В общей сложности в этом сезоне он принял участие в 38 играх клуба.
В сезоне 2010/11, когда команду возглавил легендарный игрок Рональд Куман, Лероя назначили вице-капитаном «Фейеноорда». Всего за сезон Фер сыграл в 24 матчах «Фейеноорда», отметившись тремя забитыми мячами.
Сезон 2011/12 Фер начал с двух голов в стартовых четырёх матчах чемпионата Нидерландов, после чего 1 сентября 2011 года перешёл в клуб «Твенте», подписав контракт по схеме «3+1». В дебютный сезон в «Твенте» футболист принял участие в 39 играх клуба, в которых забил 10 голов.
В первой половине нового сезона Фер сыграл в 13 матчах «Твенте» и забил 3 гола.
28 января 2013 года английский «Эвертон» объявил о достижении договорённости с «Твенте» о переходе футболиста.
11 июля 2024 года перешёл в клуб из ОАЭ «Ан-Наср», подписав контракт на один сезон.

### В сборной
Несмотря на то что Лерой Фер, играл за разные по возрасту национальные сборные Нидерландов, перед ним стоял трудный выбор, за какую основную сборную выступать,сборную Нидерландов или Сборную Нидерландских Антильских островов. В октябре 2008 года Фер утверждал, что он не принимает решение: "Лично я хочу что-то значить для моего острова, вот почему я до сих пор не принял окончательного решения. Мой мозг говорит, что лучше выбрать сборную Нидерландов. Тогда вы уверены, что каждые 2 года будете выступать на крупном международном турнире. Но мое сердце думает о Кюрасао. Было бы здорово представлять на Чемпионате мира Нидерландские Антильские острова, это дало бы островам огромный стимул. Мои корни сильнее, чем мое стремление к победам. Я стремлюсь к высшим целям. Я не знаю, но мое сердце хочет играть за Нидерландские Антильские острова. Однако 26 августа 2009 года, Фер объявил, что он принял окончательное решение и предпочел представлять Нидерланды на международной арене.

#### Юношеские команды
Фер прошёл через все молодёжные команды Нидерландов, но наибольших успехов он добился со сборной Нидерландов до 17 лет, когда команда получило право выступать на Чемпионат Европы среди юношей до 17 лет по футболу .

#### Сборная Нидерландов до 17 лет
Фер был капитаном сборной Голландии до 17 лет. В 2007 году на Чемпионате Европы среди юношей до 17 лет, чемпионат проходил в Бельгии. Через квалификационные раунд, команда попала в групповой этап с командами Бельгии,Исландии и Англии. После разочаровывающих матчей вничью с Бельгией до 17 лет (2-2), команда выиграла в матче против Исландии до 17 лет (3-0), но закончили турнир на третьем месте в группе, проиграв финальный матч Англии до 17 лет (2-4).Сборная Нидерландов до 17 лет, не смогли выйти в плей-офф.

#### Сборная Нидерландов до 19 лет
В 2007 году, после Чемпионат Европы среди юношей до 17 лет по футболу, Фер был приглашен в сборную Нидерландов до 19 лет. Команда не смог претендовать на Чемпионат Европы среди юношей до 19 лет по футболу, в Чехии в 2008 году.

#### Сборная Нидерландов до 21 года
Лерой Фер сделал свой неофициальный дебют за сборную Нидерландов до 21 года,31 марта 2009 года. Сыграли товарищеский матч с молодёжной сборной Италии, матч закончился со счетом 1:1.11 августа 2009 года,молодёжная сборная Нидерландов начали отборочный турнир в 2011 году на Молодёжный Чемпионат Европы по футболу.

## Достижения
«Фейеноорд»
- Обладатель Кубка Нидерландов: 2007/08
- Финалист Кубка Нидерландов: 2009/10

Сборная Нидерландов
- Бронзовый призёр чемпионата мира 2014

## Личная жизнь
Лерой Фер родился и вырос в Зутермере, Южная Голландия, Нидерланды. Лерой является первым ребёнком родителей, они родом с Антильских островов. Дедушка Фера был выходцем из Кюрасао. Отец Лероя, Лесли Фер, был игроком в бейсбол. Младшего брата Лероя зовут Лергер Фер, он также является футболистом и в настоящее время играет в юношеской команде «Фейеноорда».
Фер является католиком, в Зутермере он ходит в церковь каждый день. «Бог дал мне мой футбольный талант. Я благодарю его за это каждый день». На его правой руке татуировка, христианский крест с надписью «Я верю в Бога».
Лерой — двоюродный брат защитника «Галатасарай» и сборной Нидерландов Патрика ван Анхолта.

## Статистика

### Клубная
| Клуб             | Сезон            | Лига | Лига | Кубки | Кубки | Еврокубки | Еврокубки | Прочее | Прочее | Итого | Итого |
| Клуб             | Сезон            | Игры | Голы | Игры  | Голы  | Игры      | Голы      | Игры   | Голы   | Игры  | Голы  |
| ---------------- | ---------------- | ---- | ---- | ----- | ----- | --------- | --------- | ------ | ------ | ----- | ----- |
| Фейеноорд        | 2007/08          | 13   | 1    | 3     | 0     | 0         | 0         | 0      | 0      | 16    | 1     |
| Фейеноорд        | 2008/09          | 32   | 6    | 2     | 0     | 6         | 0         | 2      | 0      | 42    | 6     |
| Фейеноорд        | 2009/10          | 31   | 2    | 7     | 1     | 0         | 0         | 0      | 0      | 38    | 3     |
| Фейеноорд        | 2010/11          | 23   | 3    | 1     | 0     | 2         | 1         | 0      | 0      | 26    | 4     |
| Фейеноорд        | 2011/12          | 4    | 2    | 0     | 0     | 0         | 0         | 0      | 0      | 4     | 2     |
| Фейеноорд        | Итого            | 103  | 14   | 13    | 1     | 8         | 1         | 2      | 0      | 126   | 16    |
| Твенте           | 2011/12          | 26   | 8    | 2     | 1     | 9         | 1         | 0      | 0      | 37    | 10    |
| Твенте           | 2012/13          | 12   | 3    | 0     | 0     | 1         | 0         | 0      | 0      | 13    | 3     |
| Твенте           | Итого            | 38   | 11   | 2     | 1     | 10        | 1         | 0      | 0      | 50    | 13    |
| Всего за карьеру | Всего за карьеру | 141  | 25   | 15    | 2     | 18        | 2         | 2      | 0      | 176   | 29    |

### Матчи Фера за сборную Нидерландов
| Матчи Фера за сборную Нидерландов | Матчи Фера за сборную Нидерландов | Матчи Фера за сборную Нидерландов | Матчи Фера за сборную Нидерландов | Матчи Фера за сборную Нидерландов | Матчи Фера за сборную Нидерландов |
| --------------------------------- | --------------------------------- | --------------------------------- | --------------------------------- | --------------------------------- | --------------------------------- |
| №                                 | Дата                              | Соперник                          | Счёт                              | Голы Фера                         | Соревнование                      |
| 1                                 | 11 августа 2010                   | Украина                           | 1:1                               | —                                 | Товарищеский матч                 |
| 2                                 | 7 сентября 2012                   | Турция                            | 2:0                               | —                                 | Чемпионат мира 2014 (отбор)       |
| 3                                 | 11 октября 2013                   | Венгрия                           | 8:1                               | —                                 | Чемпионат мира 2014 (отбор)       |
| 4                                 | 15 октября 2013                   | Турция                            | 2:0                               | —                                 | Чемпионат мира 2014 (отбор)       |
| 5                                 | 19 ноября 2013                    | Колумбия                          | 0:0                               | —                                 | Товарищеский матч                 |
| 6                                 | 4 июня 2014                       | Уэльс                             | 2:0                               | —                                 | Товарищеский матч                 |
| 7                                 | 23 июня 2014                      | Чили                              | 2:0                               | 1                                 | Чемпионат мира 2014               |
| 8                                 | 4 сентября 2014                   | Италия                            | 0:2                               | —                                 | Товарищеский матч                 |
| 9                                 | 10 октября 2014                   | Казахстан                         | 3:1                               | —                                 | Чемпионат Европы 2016 (отбор)     |
| 10                                | 13 октября 2014                   | Исландия                          | 0:2                               | —                                 | Чемпионат Европы 2016 (отбор)     |
| 11                                | 12 ноября 2014                    | Мексика                           | 2:3                               | —                                 | Товарищеский матч                 |

Итого: 11 матчей / 1 гол; 6 побед, 2 ничьи, 3 поражения.